# Jiangtai, Gansu
Jiangtai är en socken i nordvästra Kina. Den ligger i Dangchang härad i staden Longnan i provinsen Gansu,  omkring 220 kilometer söder om provinshuvudstaden Lanzhou. Antalet invånare är 7 094. Befolkningen består av 3 347 kvinnor och 3 747 män. Barn under 15 år utgör 19,0 %, vuxna 15-64 år 72 %, och äldre över 65 år 8,0 %.